# Dutton (Alabama)
Dutton es un pueblo ubicado en el condado de Jackson en el estado estadounidense de Alabama. En el censo de 2000, su población era de 310. 

## Demografía
En el 2000 la renta per cápita promedia del hogar era de $ 32.125$ , y el ingreso promedio para una familia era de 35.000$. El ingreso per cápita para la localidad era de 14.052$. Los hombres tenían un ingreso per cápita de 23.500$ contra 18.438$ para las mujeres.

## Geografía
Dutton está situado en 34°36′28″N 85°54′56″O / 34.60778, -85.91556 (34.607639, -85.915563).
Según la Oficina del Censo de los EE. UU., la ciudad tiene un área total de 0.86 millas cuadradas (2.23 km ²).